# Trigonidium lankesteri
Trigonidium lankesteri är en orkidéart som beskrevs av Oakes Ames. Trigonidium lankesteri ingår i släktet Trigonidium och familjen orkidéer. Inga underarter finns listade i Catalogue of Life.